# 江上波夫
江上 波夫（えがみ なみお、1906年11月6日 - 2002年11月11日）は、日本の考古学者。東京大学名誉教授。文化功労者・文化勲章受章者。
山口県下関市生まれ。1948年に「日本民族＝文化の源流と日本国家の形成」と題するシンポジウムで騎馬民族征服王朝説などを発表。その要旨は、「日本における統一国家の出現と大和朝廷の創始が、東北アジアの夫余系騎馬民族の辰王朝によって、4世紀末ないし5世紀前半ごろに達成された」と推論している（著書『騎馬民族国家』より）。

## 略歴
- 東京府立五中を経て、旧制浦和高卒業[1]
- 1930年（昭和05年）東京帝国大学文学部東洋史学科卒業[2]、東亜考古学会として中国の北京に渡る[3]。
- 1931年（昭和06年）東方文化学院研究員[4]
- 1935年から1941年まで内モンゴル・オロンスム遺跡で調査し、ネストリウス派とカトリックの教会等の跡を確認、また仏教などに関する文書を発見した。
- 1948年（昭和23年）東京大学東洋文化研究所教授
- 1962年（昭和37年）同所長
- 1967年（昭和42年）東京大学名誉教授
- 1968年（昭和43年）毎日出版文化賞
- 1969年（昭和44年）紫綬褒章受章
- 1973年（昭和48年）多摩美術大学講師、多摩美術大学文様研究所研究所員として勤める[5]。
- 1977年（昭和52年）勲三等旭日中綬章、古代オリエント博物館長
- 1983年（昭和58年）文化功労者
- 1991年（平成03年）文化勲章受章
- 2003年（平成15年）1996年と1998年の2回に分けて横浜市に寄贈した考古・歴史・美術・民族資料約2500点、文献資料約25000点の整理と準備が終わり、「横浜ユーラシア文化館」が開館した。また、収集した資料と蔵書は東京大学総合博物館にも寄贈されている[6][7]。リトルワールド人間博物館長も務めた。

## 親族
- 祖父・江上津直 ‐ 熊本藩士。[8]
- 父・江上志馬雄（1869-） ‐ 三井信託幹事。津直の三男。熊本県山鹿町生まれ。東京専門学校英語政治科卒業後、28歳で三井銀行に入り、1925年より三井信託。[8]
- 長男・江上綏（やすし、1935年-）は、国際基督教大学卒業。東京大学大学院修士課程修了、東京国立文化財研究所主任研究官、上智大学教授を経て東京文化財研究所名誉研究員。
- 弟・江上不二夫は生化学者。
- 伯父・江上定雄 (1853-) ‐ 肥後農工銀行、九州商業銀行役員。津直の長男。[9]
- いとこ・江上恒之 (1881-1934) ‐ 台湾銀行本店支配人、台湾商工銀行専務、台湾貯蓄銀行監査役。定雄の長男。東京帝国大学法科大学独法科卒。岳父に大地主・藤崎弥一郎、妻の妹に江上トミ。[8][10][11]

## 騎馬民族征服王朝説
江上が一般の歴史・考古学ファンの心をつかんだのは、ロマンあふれる騎馬民族征服王朝説だった。古事記、日本書紀等の古い時代の資料に日本人が騎馬民族であるかのような記述は見られないが、渡来人に関する記述は数多くみられる。特にニニギノミコトの天孫降臨に対しては数多くの学者たちから数多くの検証がなされてきた。日本の古代国家の起源を東北アジアの騎馬民族に求めた壮大な説である騎馬民族征服王朝説は戦後間もない1948年、東京・お茶の水駅近くの喫茶店に江上と岡正雄、八幡一郎、石田英一郎の学究仲間3氏が集った座談会で披露され、「日本民族＝文化の源流と日本国家の形成」という特集記事で発表された。かかわりの深かった研究誌『民族学研究』の出版元が経済的に困っているので売れる論文を書いて助けよう、と座談会が企画されたという。騎馬民族説は学会に大きな論争を巻き起こし、発表直後から柳田國男、折口信夫といった民俗学者をはじめ、様々な分野の研究者から批判を受けた。この説については佐原真はじめ、岡内三眞、穴沢咊光、鈴木靖民、安本美典など多くの研究者からも批判が寄せられた。しかし、江上は学説の不備を指摘されると、その都度修正、補強し続けた。学界では疑問視する意見も強いが、発表後50年以上経っても、一般に流布した学説として生き続けている。学説が発表されたのは天皇家の起源を神話に求める皇国史観の束縛から解き放たれた時期で、マスコミはこぞって江上説を紹介した。北方から騎馬民族が南下し、次々と農民族を支配下に入れて新王朝を建設するという話に、ロマンを感じる人が多かった。晩年には反騎馬民族説を主唱する佐原真に対論を挑まれ、2人が激論した著作も刊行された。この説は日本古代史上の仮説として学会でも激しい論争となったが、定説には至らなかった。しかし議論自体は現在も残されたままともいわれる。なお江上自身は、騎馬民族征服王朝説の「征服王朝」と言い出したのは江上ではなく、ヨーロッパの歴史学者でおそらくカール・ウィットフォーゲルが最初だろうと語っている。
騎馬民族説は「昭和の伝説」となったが、江上の学者としての真価はむしろ、日本の考古学に海外調査への道を開いたという点にある。

## イラク・イラン遺跡調査団
1956年秋から約1年間、東京大学イラク・イラン遺跡調査団の団長として中東に渡り、イラク北部の遺跡調査を行った。この時の団員には新規矩男、小堀巌らがいた。帰国後の1957年10月21日、皇居に招かれてオリエント全般の自然、文化遺跡の調査研究の概要について合同進講を行った。

## 影響
- 漫画家の手塚治虫は、「火の鳥・黎明編」において騎馬民族征服王朝説を採用している。
- 小説家の松本清張は、江上とたびたび対談している。清張は邪馬台国論争では九州説を唱えている。
- 作家の司馬遼太郎は、江上を“最も敬愛する人”と言い、「独自の仮説なくして学問なし」という信念の司馬は、“日本の考古学者で、40年の時に耐えうる仮説を提示し得た学者”として、江上に対し最高の評価をし、敬意を払っている。
- 歴史学者の直木孝次郎は、騎馬民族征服王朝説を検証した末に、河内政権論を唱えている。
- 考古学者の水野祐の唱えた王朝交替説は、騎馬民族征服王朝説の影響を指摘されており、「ネオ騎馬民族征服王朝説」と呼ぶ人も少なくない。
- 相馬隆（筑波大学名誉教授）は、東京大学時代に江上に師事し、著作『流沙海西古文化論考　シルクロードの東西交流』（山川出版社）がある。
- 大塚初重（明治大学名誉教授）は、江上没後に「日本の考古学を世界に知ってもらうのに先生ほど貢献した人はいない。まさに『巨星、草原に墜つ』といった印象だ。あれほどスケールの大きな人はもう生まれないだろう。考古学界の大損失だ」と語っている。他に森浩一・同志社大学名誉教授、上田正昭・京都大学名誉教授らも、江上を悔やみ、追悼コメントを発表している。
- 常陸宮にも宮中で「騎馬民族の江上先生ですね」と声が掛けられた[18]。また三笠宮とは、オリエント・東洋学研究で実懇である。
- 韓国大統領・全斗煥が公式来日したさい、宮中晩餐会における昭和天皇の「過去の不幸」についての「おことば」朗読の中に「6、7世紀の日本の国家形成時に朝鮮半島から非常にいろいろな影響を受けた」との言葉があったことについて共著『騎馬民族は来た？来ない？』で対談相手であった佐原は「非常に面白く思った」と話し、この天皇発言が江上説の影響かもしれない考えを示した（江上波夫・佐原真『騎馬民族は来た？来ない？』小学館、2003年版。262頁、「お言葉」参照）。

## 人物
- 大学専攻は匈奴文化、東西文化交渉史。 東京府立第五中学校在学時代、長野で行われた「転地修養隊」に参加した際、古墳からの出土品に接して、考古学を志すようになったという[19]。旧制浦和高校時代は、結核で漁師町の千葉の興津（勝浦市）で療養生活を送った。海に突き出た岩場で遊ぶため毎日8km歩き、親の喜ぶ顔見たさに何でも食べたという。年齢85歳のときの江上曰く「お陰で今も脚と胃が丈夫なんです」。1956年、東大イラン・イラク遺跡調査団長として携わった北メソポタミアのテル・サラサートの原始農村遺跡発掘をはじめ、ユーラシア大陸全域を舞台にした調査の実績は、戦前、戦後を通じて20数回。その経験を生かし、1990年から内モンゴルのオロンスム遺跡を再訪し、モンゴルでは4年間にわたるチンギス・ハーンの陵墓を探索する調査を指揮した。「考古学はフィールドワークが基本」を持論とし、作業服に登山帽という姿で、湿地や川をものともせず歩き、夕食には並外れた食欲を見せた（本人曰く、ねだめ、くいだめができる。食事となれば羊の脂でも内臓でも、出されたものはペロリと平らげたという。砂漠を歩いていて喉が渇き、バケツ一杯の水を飲み干したという逸話もある）。目の前に何か現れてくるたび、「（陵墓は）これかも知れない！」と叫ぶ江上に周囲は色めき立ったが、それらはすべて別の時代の遺跡だった。現場で質問をすると、草原に座り込み、群がるハエも気にせず延々と説明を続けた。
- 足跡を残した国々での人気も高く、その並外れた情熱に、各国要人も魅了されたという逸話も残っている。型破りの生き方を貫いた江上の学問のための健康の秘訣は、「管理職にならない」だった。ユーラシア大陸をまたにかけたスケールの大きい研究は最晩年までやむことがなかった。
- 詩人としての側面もあり、幻人のペンネームで井上靖をも感嘆させた詩集「幻人詩抄」がある。
- 「人の性は善か悪か」の問いに「悪だよ」と即答した。しかし、「江上ほど『人間』が好きな人はいなかった」と永井一顕がコメントしている。
- 1996年出版の新版「幻人詩抄」の中の1991年の作品「蒙古包（モンゴルゲル）に旅寝を重ねて」を

<いま老年に及んで 再び/モンゴル草原に還り/チンギス汗（ハーン）の陵墓探査隊に加わる><草原はわが夢の漂うところ/六十有年 今に漂う>と結んでいる。
- 森安孝夫によると、佐原真の『騎馬民族は来なかった』[20]が出版された時に、世間からそんなトンデモ学説を唱えた人が東大名誉教授で文化勲章まで受賞しているのかと揶揄されたという[21]。

## 所属団体・役職
日本オリエント学会会長、日本モンゴル親善協会会長、ならシルクロード博学識委員長ほか多数

## 著書

### 主な単著
- 『ユウラシア古代北方文化』（山川出版社 1950年）
- 『騎馬民族国家』（中公新書 1967年 改版1991年、中公文庫 1984年）
- 『幻人詩抄』（世界文化社 1975年、大巧社 1996年）
- 『学問の探検』（佼成出版社 1985年）、回想記
- 『江上波夫の日本古代史 騎馬民族説四十五年』（大巧社 1992年）
- 『学問と夢と騎馬民族 私の履歴書』（日本経済新聞出版社 1995年）
- 『江上波夫の蒙古高原横断記』（池内紀編・解説、五月書房 1997年）
- 『オロン・スム遺跡調査日記』（江上綏編、山川出版社 2005年）

### 主な共著・編著
- 『北アジア史　世界各国史12』（山川出版社 1956年 新版1965年）
- 『世界史』 村川堅太郎・山本達郎・林健太郎 著 （山川出版社 1952年、 1964年から『詳説 世界史』）
- 『日本古代文化の成立』上田正昭と共編（毎日新聞社 1973年）
- 『論集騎馬民族征服王朝説』-共著（大和書房 1975年）
- 『市民講座・日本文化入門』-共編（読売新聞社 1975〜76年）
- 『対論騎馬民族説』森浩一と共著（徳間書店 1982年）
- 『文明移転 東西文明を対比する』伊東俊太郎と共著（中公文庫 1984年）
- 『中央アジア史　世界各国史16』（山川出版社 1987年）
- 『夢万年-聖獣伝説』監修（講談社 1988年）
- 『東洋学の系譜』『－ 第2集』（大修館書店、1992-94年）
- 『騎馬民族は来た？来ない？』佐原真と共著（小学館 1990年、新版2003年）
- 『日本民族の源流』-編著 （講談社学術文庫 1995年）
- 『モンゴル帝国とキリスト教』（福原庸子訳、サンパウロ、2000年）。日本語・英文著作

### 著作集
- 江上波夫著作集 全12巻・別巻（平凡社 1984〜86年）

1. 『古代と現代との対話』
2. 『文明の起源とその成立』
3. 『オリエント世界』
4. 『東西交渉史話』
5. 『聖書伝説と粘土板文明』
6. 『騎馬民族国家』
7. 『日本人とは何か』
8. 『倭人の国から大和朝廷へ』
9. 『アジアの民族と文化の形成』
10. 『内陸アジアの自然と文化』
11. 『美術の誕生』
12. 『歴史・人間・旅』

別巻『幻人詩抄　わが生い立ちの記』
- 江上波夫文化史論集 全8巻（山川出版社 1999年〜2001年）

1. 『古代日本の民族と国家』
2. 『東アジア文明の源流』
3. 『匈奴の社会と文化』
4. 『北アジア諸民族の歴史と文化』
5. 『遊牧文化と東西交渉史』
6. 『文明の原点オリエント』
7. 『世界の考古学』
8. 『人類史の構想』

## 記念論集
- 『江上波夫教授古稀記念論集』（全3巻） 同記念事業会編、山川出版社、1977年
- 『古代オリエント論集 江上波夫先生喜寿記念』古代オリエント博物館編、山川出版社、1984年
- 『文明学原論　江上波夫先生米寿記念論集』古代オリエント博物館編、山川出版社、1995年

### 回想
- 『東方学回想 Ⅷ　学問の思い出〈3〉』東方学会編、刀水書房、2000年 - 護雅夫・林俊雄らと座談会での回想